# Есбулатов, Макан Есбулатович
Макан Есбулатович Есбулатов (27 августа 1928 — 20 января 2007, Алма-Ата) — генерал-майор милиции, заслуженный работник МВД Казахской ССР и МВД Республики Казахстан, министр внутренних дел Казахской ССР с 1973 по 1980.

## Биография
Родился 27 августа 1928 года в Алматинской области, воспитывался бабушкой. В 1946 году начал работу в органах внутренних дел, где он прослужил более 45 лет, пройдя путь от курсанта Алматинской специальной средней школы милиции МВД СССР до министра внутренних дел.
По его инициативе в Алма-Ате впервые стали действовать передвижные милицейские группы, разработана система патрульно-постовой службы по единой дислокации, осуществлено активное взаимодействие с добровольными дружинами, оперативными комсомольскими отрядами.
С 1973—1980 гг. возглавлял Министерство внутренних дел республики, и в этот период работы М. Есбулатов принял ряд крупных организационных решений. Именно тогда были созданы штабы, профилактические службы и дежурные части УВД областей и подразделений МВД в городах и районах.
В последние годы М. Есбулатов работал председателем Совета ветеранов органов внутренних дел и внутренних войск РК, внес ощутимый вклад в дело социальной поддержки ветеранов и активное участие ветеранских организаций в обучении и воспитании молодежи.
Имеет трёх внуков. Карина, Зарина и Арсен. Арсен окончил Академию МВД РК. Правнук: Макан Толеугазы (назван в честь Макана Есбулатовича).
Умер 20 января 2007 года в госпитале МВД РК в Алма-Ате. Похоронен на Кенсайском кладбище.

## Награды
- Орден Трудового Красного Знамени
- Орден Курмет
- Медаль Астана
- Медаль «За отличную службу по охране общественного порядка»
- Медаль «Ветеран труда»
- Медаль «За освоение целинных земель»
- Почётные грамоты
- Заслуженный работник МВД СССР
- Заслуженный работник МВД Республики Казахстан